# Göteborgs magistrat
Göteborgs magistrat var fram till kommunreformen 1862 stadens högsta styrande organ. Ordförande i magistraten var stadens borgmästare, och de övriga medlemmarna var rådmän. Medlemmarna var därmed desamma som i Göteborgs rådhusrätt. Magistraten avskaffade i Sverige 1965.

## Historia
Göteborg fick genom privilegierna av den 4 juni 1621, en styrelseform där staden ställdes direkt under regeringen utan inblandning av ståthållare. En burggreve skulle styra staden som representant för kungamakten, samt tre borgmästare och ett Generalstads-Råd med tjugofem medlemmar. Från början kallades denna styrelse för "Det höga General-Stadsrådet" eller "Senaten". Efter förslag av rådet, skulle kungen utse burggreve, som i sin tur utsåg "trenne innevånare utaf Adel och trenne välbesutne förståndige personer utaf Borgerskapet". Bland fem eller sju "goda kvalificerade personer", föreslagna av Generalstads-Rådet, skulle borgmästaren utses av kungen. Borgmästarna utsågs för ett år i sänder, med reservation för att efter första året efter valet, endast två fick avgå. Den tredje skulle kvarstå ytterligare ett år, för kontinuitetens skull. Rådet skulle bestå av 25 fridsälskande, skickliga, välbemedlade och därtill kvalificerade personer. De fick inte vara besläktade med varandra närmare än i tredje led, och skulle utses av borgerskapet "efter vederbörlig denomination, som de flesta rösterna inlägga" och utöva sitt ämbete på livstid. Om man sa upp sitt borgerskap och flyttade från staden, fick man lämna en skriftlig försäkran om att inte "företaga sig något emot riket eller staden fientligt". Dessutom krävdes att man skulle "försälja sin inom och utom staden befintliga egendom till någon borgare därstädes".
Eftersom stadens tillväxt var så låg, blev denna konstruktion aldrig verklighet. Istället utsåg kungen tolv rådmän: fyra svenskar, tre tyskar, tre nederländare och två skottar, vilka skulle presidera var sin månad med rätt att sammankalla hela senaten. En kommissarie förordnades i burggrevens ställe, och enligt Axel Oxenstiernas instruktion av 1639 skulle stadsstyrelsen bestå av en burggreve, tre presidenter och tolv rådmän. Den första presidenten skulle tillsammans med rådmännen, ha överinseende över stadens "byggningar och intrader", den andra ansvarade för "justitiens administration" och den tredje presidentens område var "kommersiernas erhållande", alltså tillsyn över handeln och näringarna.
Göteborgshistorikern Hugo Fröding beskrev magistratens ursprungliga åtaganden: "Rättsskipningen, ledningen och övervakandet av såväl handeln som hantverken och näringarna, förhandlingarna med borgerskapet i dess helhet och med dess äldste, förvaltningen av stadens medel och inkomster, utförandet av alla arbeten till stadens nytta och bästa, samt anordnandet av andra nödiga anstalter för gemensamt ändamål, såsom taxering, avvärjande av eldfara, omsorg för de fattiga och sjuka, handläggningen av borgerliga önskningar och klagomål, upprätthållandet av ordning och skick m. m."
Denna stadsstyrelse började tidigt benämnas magistrat, och var i praktiken beslutande om allt som rörde stadens styrelse och förvaltning, såväl som verkställande myndighet samt även rättsskipning. Stadens styrelse utgjordes av Burggreven, de tre presidenterna och "Senaten" till 1695, då en fullständig omändring skedde, i det Burggreveämbetet avskaffades liksom Commerciepresidenten. Magistraten inskränktes till 10 Rådmän med en Justitie- och en Handels- och Politieborgmästare fram till 1716, då de gamla ämbetena och titlarna åter togs upp och Burggreven fick samma rang som Statssekreteraren samt presidenterna med vice presidenter i Hovrätterna. Denna period varade fram till 1719, då man återgick till 1695 års stat, där magistraten också ställdes under landshövdingens överinseende.
Under senare delen av 1700-talet och början av 1800-talet lyckades stadens invånare, såsom representerade av borgerskapets äldste, att få större inflytande över besluten kring stadens angelägenheter. Magistraten som verkställande myndighet överflyttades successivt på särskilda institutioner. Inrättandet av en drätselkommission 1819 var den viktigaste händelsen i detta avseende, där magistraten endast inledningsvis hade ett avgörande inflytande. Då 1862 års kungliga förordning om kommunalstyrelse i stad trädde i kraft, förlorade magistraten helt beslutanderätt i kommunala angelägenheter. Ytterligare förändringar därefter har främst gällt arbetsfördelning och organisation inom magistraten, speciellt med hänsyn till rättsskipningen. I sen egenskap av stadens styrelse, behöll dock magistraten ett visst överinseende över stadens förvaltning, främst ett övervakande av att stadsfullmäktige och de kommunala styrelserna följde lagen. Då 1953 års kommunallag trädde i kraft den 1 januari 1955, försvann även denna funktion som övervakare av de kommunala angelägenheterna.
Överinseendet över kommunens administration och förvaltning, som fram till 1955 låg på magistraten och därefter Göteborgs stadskollegium, övertogs enligt 1969 års kommunallag av Göteborgs kommunstyrelse, från och med 1971. Vid sitt upphörande i Göteborg, bestod magistraten av en borgmästare och 24 rådmän. Man var chefsmyndighet för rådhusrätten och stadens exekutionsverk. Dessutom hade man vissa uppgifter av huvudsakligen statlig, administrativ karaktär, såsom valförrättare vid allmänna val och som remissinstans. Magistratens ledamöter var även vigselförrättare och en av rådmännen var överexekutor. Få ärenden behandlades av magistraten under ordförandeskap av borgmästaren, utan de flesta hänsköts till en särskild avdelning som bestod av borgmästaren och tre andra ledamöter, vilka utsågs av magistraten.
Magistraten i Sverige avskaffades 1965 i samband med polisväsendets förstatligande och som en förberedelse inför tingsrättsreformen i Sverige och den enhetliga kommuntyp som infördes i samband med kommunreformen 1971. Deras kvarvarande uppgifter överfördes till länsstyrelser, skattemyndigheter och polismyndigheter.